# Kat Dennings
Kat Dennings, geboren als Katherine Victoria Litwack (Philadelphia, 13 juni 1986), is een Amerikaans actrice. 

## Levensloop
Dennings acteercarrière begon in 2000 met een eenmalig gastrolletje in de televisieserie Sex and the City. Een jaar later werd ze onderdeel van de vaste cast van de komedieserie Raising Dad, die 22 afleveringen liep. Na een paar rollen in televisiefilms was ze in 2004 ook voor het eerst te zien op het witte doek, als Sloane in Raise Your Voice.
Ze werd genomineerd voor zowel een Satellite Award als een Teen Choice Award voor haar hoofdrol in Nick and Norah's Infinite Playlist (2008).
Van 2011 tot 2017 speelde Dennings de rol van Max Black, een van de twee hoofdpersonages in de televisieserie 2 Broke Girls.